# Mat Vestjens
Mathias Josephus Hubertus (Mat) Vestjens (Neer, 26 april 1945) is een Nederlands politicus voor de VVD. In 2007 werd hij waarnemend burgemeester van de Limburgse gemeente Helden en na de fusie op 1 januari 2010 was hij negen maanden waarnemend burgemeester van de nieuwe gemeente Peel en Maas.
Eerder was ingenieur Vestjens gedurende acht jaar gedeputeerde van de provincie Limburg. In deze functie kwam hij vooral in het nieuws als degene die verantwoordelijk was voor de keuze voor Veolia als opvolger van NS op de Heuvellandlijn en de Maaslijn en voor datzelfde bedrijf als uitvoerder van het busvervoer in Limburg. Vestjens' portret verscheen vervolgens op een Velios-trein nadat hij door rezigers werd verkozen tot een van de 'bekende Limburgers' die de Veolia-treinen zou gaan sieren.
Naast zijn functie als burgemeester en de daaraan verbonden nevenfuncties was Vestjens ook bestuurslid van de Koninklijke Nederlandse Hippische Sportfederatie, voorzitter van de LLTB-vakgroep paardenhouderij en lid van het comité van aanbeveling van het Eeuwfeest van Schuttersbond Juliana Venray.
In oktober 2010 volgde Wilma Delissen-van Tongerlo hem op als burgemeester van Peel en Maas.